# ヴァージン・メディア
ヴァージン・メディア（英: Virgin Media）は、イギリスのデジタルテレビ、インターネットなどを運営する会社。ヴァージン・メディアO2の子会社。

## 概要
もともとはNTLとテレウェストが2006年3月に合併・設立。ヴァージン・モバイルも子会社として運営。またBBCと合弁でUKTVも運営されている。2011年、ロンドン証券取引所上場企業としてはボーダフォンに次いで二番目にナスダック100指数の組み入れ銘柄として採用された。2013年、ロンドンに本部を置く国際的メディア企業、リバティ・グローバルに買収され、以後はその一部門として運営されている。